# Postilla Super Actus Apostolorum
Postilla Super Actus Apostolorum ist der Titel eines Werkes in lateinischer Sprache des Augustinermönchs Johannes Klenkok. Das Werk entstand wohl etwa in den 1360er Jahren und ist eine Kommentierung der Apostelgeschichte des Lukas. Es ist in einer Handschrift überliefert.

## Inhalt

### Behandelte Themen
Zentrale Themen der Kommentierung der Apostelgeschichte des Lukas sind die Auswahl eines Menschen durch Gott, die Gnade Gottes und das apostolische Leben, beziehungsweise die apostolische Armut.

#### Apostolisches Leben
Als häufigste Themen in Klenkoks Kommentierung identifiziert Ocker das apostolische Leben und die apostolische Autorität. Im Rahmen der Ausführungen zum apostolischen Leben erkennt Klenkok Regeln, die seines Erachtens für die Apostel galten und daher auch für diejenigen, die nach ihrem Vorbild lebten, gelten müssten, wozu er Bischöfe, Priester und andere Mitglieder des Klerus zählt. Zu den Regeln gehört unter anderem die Armut, die er insbesondere als Mitglied eines Bettelordens verteidigte. Er lehnt bei seiner Definition von Eigentum und Armut die Ansicht der Franziskaner ab, die diese Armut als göttliches Recht sehen, aber auch die Ansicht, dass Eigentum mit einem Gnadenakt zu tun habe. Kontrolle über Güter sei vielmehr Gewohnheit. Diese Ansicht entsprach der damaligen päpstlichen Auffassung und der Praktiken der Bettelorden.
In den Ordensregeln sieht Klenkok eine Reformbestrebung der jeweiligen Autoren, die sich gegen die Opulenz einiger Mitglieder des Klerus gewandt und stattdessen das Leben der Apostel wieder zum Maßstab machen würden. In der Gemeinschaft in der Apostelgeschichte identifiziert Klenkok vor allem auch den Augustinerorden, dem er selbst angehörte. Das von ihm erkannte apostolische Leben der Apostelgeschichte wird dabei mit dem Leben nach der Ordensregel des Augustinus verglichen. Die Bettelmönche stellen nach Klenkok das Ideal des Klerus dar und er rechtfertigt ihre Exemtion von bischöflicher Kontrolle.

#### Papst
Während Klenkok eingesteht, dass beim Konzil von Jerusalem den Aposteln eine gleiche sakramentale Gewalt zugestanden wird, so führt dies nicht dazu, dass für ihn der Papst als Bischof von Rom gleichwertig zu anderen Bischöfen steht. Für Klenkok sind die Entscheidungen allgemeiner Konzile unwiderruflich. Jedoch ist darin kein Konziliarismus zu entdecken, der die päpstliche Macht einschränken soll. Vielmehr geht Klenkok davon aus, dass päpstliches Recht und konziliare Entscheidungen vereinbar seien. So seien konziliare Entscheidungen wohl nur unter Berücksichtigung der Ansichten von Petrus oder seinem Nachfolger zu treffen.
Im Rahmen seiner Behandlung correctio fraterna geht Klenkok davon aus, dass die Kritik an einem höher gestellten Individuum zunächst nur vertraulich erfolgen solle. Nur bei öffentlichen Verfehlungen, wie einer Häresie, solle die Kritik auch öffentlich erfolgen. Diese öffentliche Form der Kritik, vor allem auch in Bezug auf die Person des Papstes, wurde im Rahmen der Lehre von der correctio fraterna von einigen Theologen, wie Mitgliedern der Franziskaner, als eine Beschränkung der päpstlichen Autorität verstanden. Für Klenkok ist dies aber anders zu verstehen, nämlich als Frage der allgemeinen Wohlfahrt, die Aufgabe jedes Christen ist. In der öffentlich geäußerten Kritik sieht Klenkok dann keine Unterminierung der hierarchischen Position des Papstes und seines Primats.
Nach Ansicht Christopher Ockers ist der Papalismus, der in Klenkoks Kommentierung zu sehen ist, erst im Laufe der Zeit gewachsen. Aber bereits in früheren Schriften habe er dem Papst beispielsweise Autorität über den Kaiser zugesprochen.

### Andere Themen
Auch wie in anderen seiner Schriften tritt Klenkok in seinem Text gegen die Thesen des Pelagianismus auf. So hängt er an einer Stelle der Apostelgeschichte, in der Jesus von der Wahl seiner Jünger spricht, eine Diskussion auf über die Kontroverse zwischen Augustinus und Pelagius, auf.
In einigen Exkursen behandelt Klenkoks Kommentar verschiedene andere Themen, wie Gnade, Eschatologie, Märtyrertum, Taufe, Sühne, das Bischofsamt oder die Frage der Knechtschaft. Klenkok folgt im Werk der Lehre des Gregor von Rimini von den complexe significabile.

## Struktur des Werkes und Arbeitsweise
Das Werk beginnt mit 29 Einführungsfragen und Antworten. Weiter besteht es dann aus Exegesen zu jedem Kapitel der Apostelgeschichte. Der Text war wohl eine Überarbeitung einer Vorlesung Klenkoks. Aufgrund der Referenzen auf eigene Werke wird davon ausgegangen, dass das Werk nach der Zeit Klenkoks in Oxford entstand. Aufgrund fehlender Referenzen auf eine später entstandene Postilla zu Matthäus oder dem Decadicon, seinem Werk, in dem er sich gegen einige Sätze des Sachsenspiegel richtete, sowie dem Sachsenspiegel selbst, entstand das Werk wohl vor jenen Werken, wahrscheinlich in seiner späteren Zeit in Erfurt. Das würde es etwa zwischen 1361 und 1368 datieren.
Klenkok nutzt nur an wenigen Stellen Argumente, die auf der Grammatik der biblischen Texte beruhen. In den wenigen Stellen geht er nicht über eine rudimentäre Beschreibung der Texte hinaus. Bei griechischen Wörtern stellte Klenkok aber zumeist Definitionen und Erklärungen bereit, die teilweise aus damaligen Wörterbüchern stammen. Bezüglich hebräischer Wörter lassen sich nur an wenigen Stellen Hinweise auf Erklärungen finden. In dieser Hinsicht lässt Klenkok jegliches Wissen bezüglich der Nutzung hebräischer Texte im christlichen Kontext vermissen. Christopher Ocker sieht in dieser Arbeitsweise die Übernahme der Arbeitsweise von Klenkoks exegetischen Quellen, die selbst schon sehr alt waren. Auch textuale Kritik bleibt selten. So erscheint es, dass Klenkok zwar weiß, dass die Texte, die ihm vorliegen, Übersetzungen der Originalmanuskripte der Bibel sind, jedoch nur selten dies auch als Argument heranzieht. Von den 24 Stellen, die Ocker als solche identifiziert, sind aber 20 nur Kopien der Kritiken Beda Venerabilis.
In einigen Stellen seiner Kommentierung bezieht sich Klenkok auf mystische Interpretationen der Bibel. Auch referiert er in einigen Punkten auf Stellen des Alten Testaments, die er als Vorboten der Offenbarung des Neuen Testaments erkennen möchte. So sei die Priesterschaft des mosaischen Rechts ein Vorbote des von Jesus eingesetzten Priestertums. Wie der Sachse Hermann von Schildesche geht er davon aus, dass auch im Neuen Testament solche mystischen Punkte zu finden seien.

### Verständnis von der Bibel
In einer Grundprämisse seiner Kommentierung folgt Klenkok einer Ansicht Augustinus, der davon ausging, dass die Bibel in ihren Aussagen das beschreibt, was auch die Lehren des Christentum aussagen. Stellen, die dem nicht entsprechen, seien hingegen korrumpiert. In dieser Frage versteht er Altes und Neues Testament als „ein geschriebenes Gesetz“. Für Klenkok ist jegliche theologische Literatur immer ein Kommentar zur Bibel, weshalb er auch Kommentare zu den Sentenzen oder zu Aristoteles Peri Hermenias verwendet.
In Klenkoks Argumentation lässt sich ein Verständnis der Bibel erkennen, die davon ausgeht, dass die Bibel als Quelle der Erziehung durch „göttliche Eloquenz“ transformiert sei. Daher sei die Bibel auch nicht unter den Standard Priscians für die Grammatik zu stellen und ihre Sprache als „irgendwie einheitlich“ (somewhat consistent) anzunehmen. In seiner Argumentation bezieht sich Klenkok unter anderem auf rhetorische Tropoi. Teilweise sei in dem Bezug auf rhetorische Tropoi der Unterschied zur Bezugnahme auf Allegorien schwierig auszumachen.

### Verweise auf andere Texte
Seine Hauptreferenzwerke (1268 Referenzen) sind, neben seinen eigenen Schriften und der Bibel, die Werke von Beda Venerabilis, die 18 % der Zitierungen ausmachen, und Augustinus, der 14 % ausmacht. Seine Argumentation folgt nach Christopher Ocker stark derjenigen Kommentierung Bedas. Die Historia scholastica von Petrus Comestor und das Decretum Gratiani machen 7 % der Referenzen aus, die Glossa ordinaria zur Bibel 6 %. Insgesamt 16 % machen Verweise auf römische und kanonische Rechtsquellen und kanonistische Kommentare aus.

## Bewertung
Christopher Ocker beschreibt, dass das Buch ein Exemplar der mittelalterlichen Interpretation sei, die eine Verschmelzung „von philosophischer Methode, theologischer Doktrin, und Exegese“ darstellen würde. Klenkoks Postilla diente laut dem Historiker Jeremy Catto als Modell für eine konventionelle Herangehensweise an die Bibel für Prediger, die aus Gebieten kamen, die noch keine Universität hatten. Ocker hält Klenkoks Werk für ein Beispiel der exegetischen Praxis seiner Zeit, die zwar an sich frei war, aber doch kohärent anhand der eigenen Zugehörigkeit zu einer Gruppe ablief.

## Handschrift
Das Werk ist als lateinische Handschrift erhalten zusammen mit der einzigen Ausgabe der Glossa ex glossis sanctorum in epistolas canonicas von Augustinus Triumphus. Beide Texte wurden im frühen 15. Jahrhundert kopiert. Die Postilla Klenkoks wurde von drei Schreibern geschrieben und von weiteren drei ergänzt. Der Text wurde wohl in einem Scriptorium geschrieben. Das Manuskript ist so aufgebaut, dass nur die Kapitel besonders hervorgehoben sind, also vom Leser erwartet wird, dass er Klenkoks Kommentar jeweils zu den einzelnen Kapiteln der Apostelgeschichte liest.
- Lectura Super libro Actuum Apostolorum. Als Handschrift erhalten in Eichstätt, Universitätsbibliothek Cod. st 204, fol. 117–192.[34]